# Trường Đại học Sư phạm Kỹ thuật Vinh

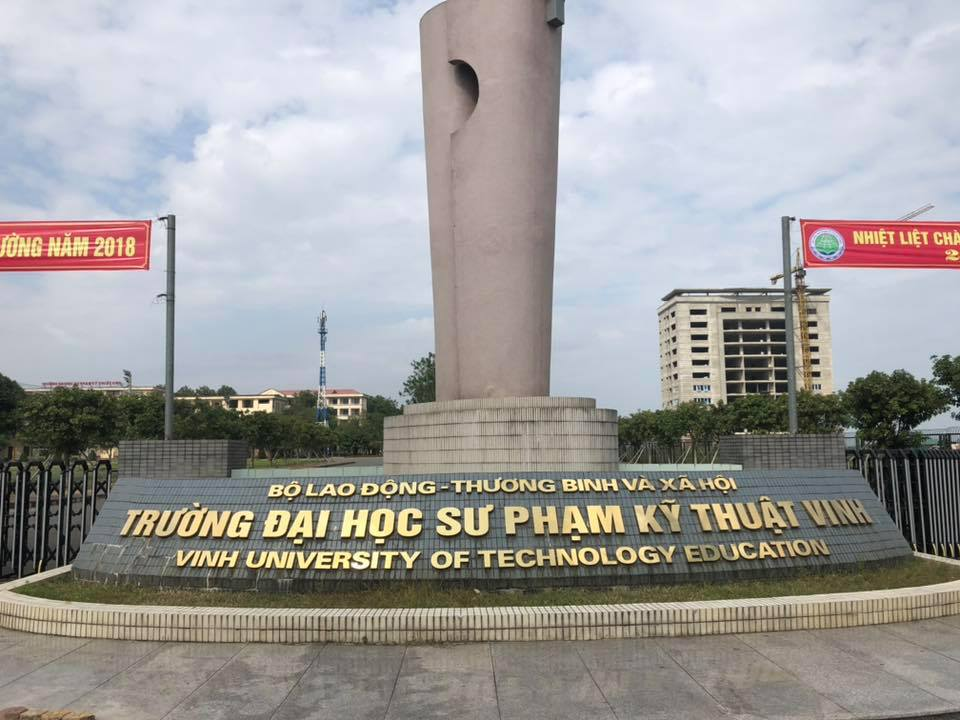
Cổng_trường_đại_học_sư_phạm_kỹ_thuật_vinh

Trường Đại học Sư phạm Kỹ thuật Vinh là một trong sáu Trường Đại học Sư phạm Kỹ thuật trực thuộc Bộ Giáo dục và Đào tạo - định hướng khoa học ứng dụng và thực hành, có chức năng đào tạo kỹ sư công nghệ, cử nhân kinh tế và quản lý, giáo viên dạy nghề trình độ đại học, cao đẳng. Được đánh giá là một trong những trường đại học sư phạm kỹ thuật chất lượng cao, đồng thời, cũng là trung tâm nghiên cứu khoa học và chuyển giao công nghệ lớn tại Vùng Bắc Trung Bộ Việt Nam.

## Lịch sử và Hiệu trưởng qua các thời kỳ

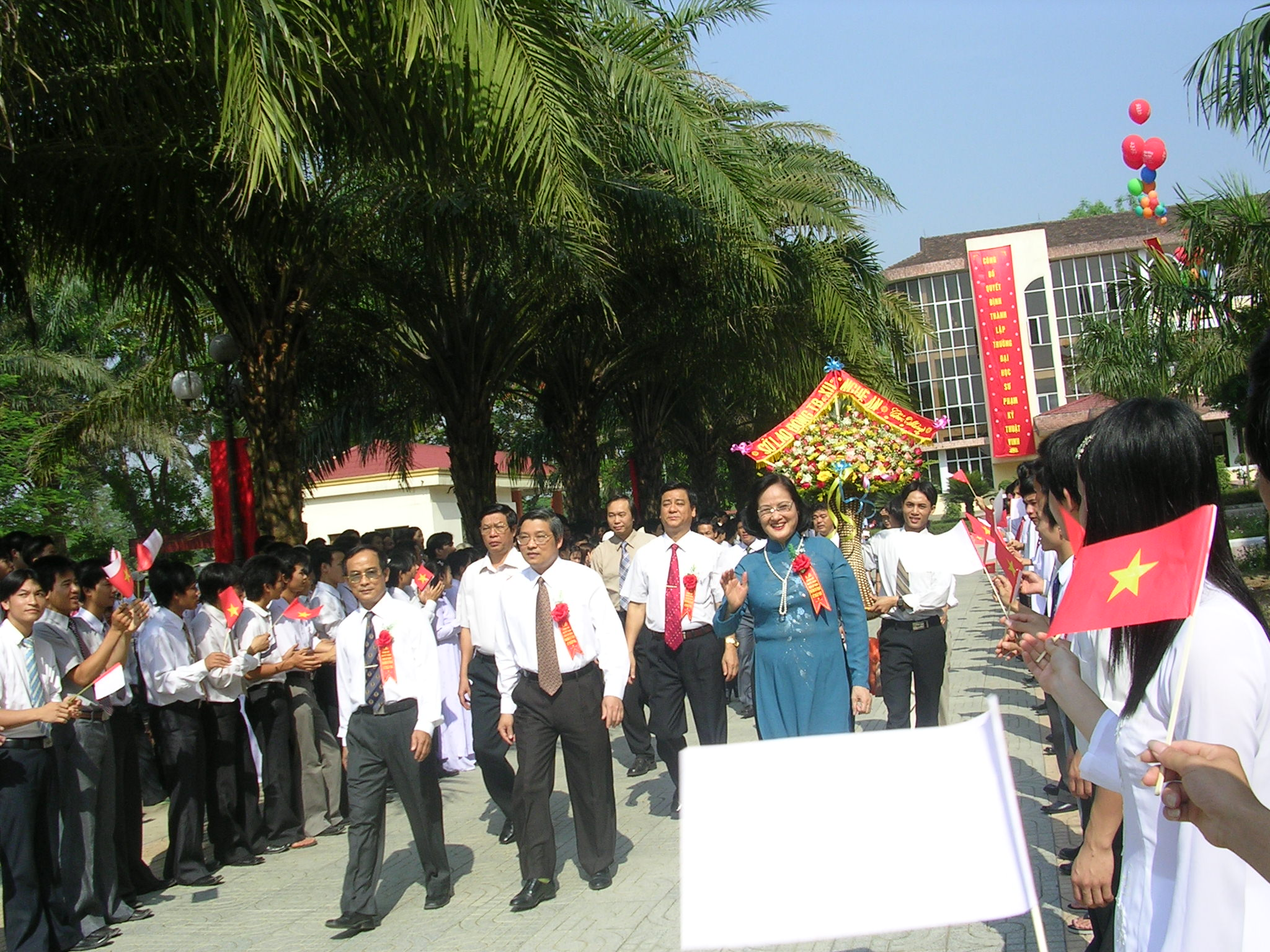
Bộ trưởng Bộ LĐTB&XH, Nguyễn Thị Hằng, đến thăm trường-21/05/2006

Năm 1960, Trường Công nhân kỹ thuật Vinh được thành lập và là tiền thân của trường Đại học Sư phạm Kỹ thuật Vinh.
Năm 1999, Trường Cao đẳng Sư phạm Kỹ thuật Vinh thành lập dựa trên cơ sở Trường Công nhân kỹ thuật Vinh theo theo quyết định số: 129/1999/QĐ-TTg của Thủ tướng chính phủ ngày 28 tháng 5 năm 1999. Trường chủ yếu là đào tạo giáo viên dạy nghề (GVDN) và kỹ thuật viên (KTV) trình độ cao đẳng.
Năm 2006, Trường Đại học Sư phạm Kỹ thuật Vinh được thành lập dựa trên cơ sở Trường Cao đẳng Sư phạm Kỹ thuật Vinh theo quyết định số 78/2006/QĐ-TTg của Thủ tướng Chính phủ Việt Nam ngày 14 tháng 4 năm 2006. Trường đào tạo các ngành nghề trình độ đại học, cao đẳng, kỹ sư và kỹ thuật viên. Trường là cơ sở đào tạo trình độ cao ở khu vực miền Trung và cả Việt Nam; thực hiện công tác nghiên cứu khoa học, gắn kết chặt chẽ công tác đào tạo giáo viên dạy nghề với đào tạo nghề sản xuất.

### Hiệu trưởng qua các thời kỳ
- Từ năm 1996 đến năm 2002, Hiệu trưởng: ông Lê Hữu Việt.
- Từ năm 2002 đến năm 11/2010, Hiệu trưởng: ông TS. Nguyễn Xuân Mai.
- Từ tháng 01/01/2011, Quyền Hiệu trưởng: ông TS. Cao Việt Dũng.
- Từ tháng 10/2012 đến 10/2014, TS. Nguyễn Hồng Minh.
- Từ tháng 10/2014 đến 01/2020, Hiệu trưởng: PGS.TS. Hoàng Thị Minh Phương.
- Từ 02/2020 đến nay, Hiệu trưởng: TS. Phạm Hữu Truyền

## Đội ngũ cán bộ và giảng viên
- Hiện nay, Trường có hơn 300 giảng viên

## Đào tạo
- Đào tạo đại học các chuyên ngành:

1. Công nghệ thông tin
2. Công nghệ kỹ thuật điện
3. Công nghệ kỹ thuật điện tử, truyền thông
4. Công nghệ kỹ thuật máy tính
5. Công nghệ cơ điện tử
6. Công nghệ chế tạo máy
7. Công nghệ kỹ thuật ô tô
8. Công nghệ kỹ thuật điều khiển và tự động hóa
9. Sư phạm kỹ thuật công nghiệp
10. Kinh tế và Quản lý công nghiệp
11. Kế toán
12. Quản trị kinh doanh

- Đại học liên thông từ cao đẳng lên đại học các chuyên ngành tương ứng với các chuyên ngành đại học

## Các khoa, bộ môn
1. Khoa Điện Tử:
Khoa Điện tử là một trong các Khoa đào tạo thế mạnh của Trường Đại học Sư phạm Kỹ thuật Vinh.
Hiện nay (01/2011), số lượng giảng viên trong Khoa là 20 người.
Các ngành, nghề mà Khoa Điện tử đang đào tạo hiện có:
- Trình độ Đại học:
+ Ngành Công nghệ kỹ thuật điện tử viễn thông
+ Ngành Công nghệ kỹ thuật máy tính
- Trình độ Cao đẳng : 
+ Công nghệ kỹ thuật máy tính
+ Công nghệ kỹ thuật điện tử viễn thông
+ Công nghệ kỹ thuật điện tử
+ Kỹ thuật máy lạnh và điều hòa không khí.
- Bồi dưỡng nghề ngắn hạn: 
+ Vi điều khiển ứng dụng
+ Sửa chữa máy lạnh
+ Thiết kế mạch bằng máy tính.
Website: ☀ http://feevute.edu.vn/
2. Khoa Cơ khí chế tạo:
Khoa CKCT là một trong các Khoa đào tạo đầu tiên của trường ĐHSPKT Vinh. Hiện nay (01/2011), số lượng giảng viên trong Khoa xấp xỉ 50 người.
Các ngành, nghề đào tạo hiện có:
- Trình độ Cao học: Ngành Kỹ thuật cơ khí

- Trình độ Đại học: Ngành Công nghệ chế tạo máy và Công nghệ Hàn.

- Trình độ Cao đẳng (CĐSP, CĐKT):Công nghệ chế tạo máy; Công nghệ Hàn và Công nghệ Cơ-điện tử.

- Cao đẳng nghề: Nghề Cắt gọt kim loại; Nghề Hàn, Chế tạo thiết bị cơ khí

- Bồi dưỡng nghề ngắn hạn: CAD/CAM/CNC, Hàn, Tiện, Phay.
Website: ☀http://fme-vute.edu.vn/ Lưu trữ ngày 13 tháng 12 năm 2014 tại Wayback Machine
3.  Khoa Cơ khí động lực:
4.  Khoa Điện
5.  Khoa Công nghệ thông tin
6. Khoa Sư phạm kỹ thuật
7.  Khoa Đại cương và Ngoại ngữ
8. Khoa Kinh tế
9. Khoa Tại chức
10. Khoa Lý luận chính trị